# Piero della Francesca
Piero di Benedetto de' Franceschi, conocido como Piero della Francesca (Borgo Sansepolcro, en el valle alto del Tíber, h. 1415– Borgo Sansepolcro, 12 de octubre de 1492) fue un pintor italiano del Quattrocento (siglo XV). Actualmente se lo aprecia sobre todo como pintor especialista en frescos, pero en su época fue conocido también como un geómetra y matemático, maestro de la perspectiva y de la geometría euclidiana, temas en los que se concentró a partir del año 1470. Su pintura se caracterizó por su estilo sereno y el uso de las formas geométricas, particularmente en relación con la perspectiva y la luz. Es uno de los principales y fundamentales personajes del Renacimiento, aunque jamás trabajó para los Médici y pasó poco tiempo en Florencia.

## Biografía
La reconstrucción biográfica de la vida de Piero es una empresa ardua a la que se han dedicado generaciones de estudiosos, confiando en los más débiles indicios, en la escasez general de documentos oficiales fiables que nos han llegado. Su propia obra ha llegado solo de forma fragmentaria, con numerosas pérdidas de extrema importancia, entre las que destacan los frescos ejecutados para el Palacio Apostólico, sustituidos en el siglo XVI por los frescos de Rafael.

### Primeros años
Piero nació en un año no precisado entre 1406 y 1420, en Sansepolcro, que Vasari llama «Borgo San Sepolcro», región de la Toscana. Este territorio fronterizo, a mediados del siglo XV, cambió en diversas ocasiones de soberanía: en un principio estaba en manos de Rímini, después fue de la República de Florencia y más tarde pasó a la posesión del Papado. La fecha de nacimiento se desconoce, porque un incendio en los archivos comunales de Sansepolcro destruyó las actas de nacimiento del registro civil. Un primer documento que menciona a Piero como testigo es un testamento datado el 8 de octubre de 1436, del cual se deduce que el artista debía de tener ya al menos la edad prescrita de veinte años para un documento oficial. Según Giorgio Vasari en Las vidas de los más excelentes arquitectos, pintores y escultores italianos desde Cimabue a nuestros tiempos, Piero, que murió en el año 1492, tenía 86 años en el momento de su muerte, lo que remontaría su fecha de nacimiento al año 1406 pero esta noticia se considera errónea, dado que sus padres se casaron en 1413.
Piero della Francesca procedía de una familia de mercaderes, de ahí que supiera matemáticas, cálculo, álgebra, geometría y contar con el ábaco. Su padre era el riquísimo comerciante de tejidos Benedetto de' Franceschi, y su madre Romana di Perino da Monterchi, noble de familia umbra. A esta aristocrática familia pertenecieron otros personajes famosos de la historia italiana, como Francesco Franceschi (h. 1530-h.1599), importante editor literario y musical del Renacimiento; Angiolo Franceschi (1734 – 1806), arzobispo de Pisa y primado de Córcega y Cerdeña; y la escritora Caterina Franceschi Ferrucci (1803 – 1887), hija de Antonio Franceschi, médico y político, y de la condesa Maria Spada di Cesi.
Se ignora por qué, poco antes de su muerte, ya se lo llamaba «della Francesca», en lugar de «di Benedetto» o «de' Franceschi», pero la conjetura de Vasari de que había tomado el apellido de su madre porque su marido murió cuando estaba ella embarazada y fue ella quien lo crio, no puede atenderse. Piero era el hijo primogénito de la pareja, que después tuvo otros cuatro hermanos (dos muertos a temprana edad) y una hermana.
Fue un artista itinerante, que trabajó en diversas localidades del centro y norte de Italia, en una actitud comparable a otros contemporáneos como la de Leon Battista Alberti.

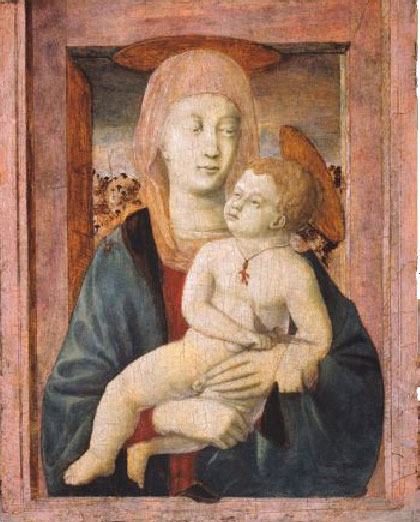
Virgen con Niño, h. 1440. Temple sobre tabla, 53 x 41 cm. Colección privada

Debió de tener una primera educación dentro del negocio familiar, para después formarse como pintor, si bien no se sabe con seguridad cómo, aunque probablemente fue en el mismo Sansepulcro, ciudad de frontera cultural, entre las influencias florentinas, sienesas y aportes umbros. Pudo haber aprendido su arte de uno de los varios artistas sieneses que trabajaban en Sansepulcro durante su juventud. También se ha apuntado la posibilidad de una formación en Umbría, de donde le provendría el gusto por la pintura de paisajes y el uso de colores delicados. El primer artista con el que colaboró fue Antonio de Anghiari, socio de su padre en la fabricación de estandartes, activo y residente en Sansepulcro, como atestigua el 27 de mayo de 1430 un documento de pago a Piero por la pintura de estandartes y banderas con las insignias de la Comuna y del gobierno papal, puestos por encima de una puerta de las murallas. Con Antonio de Anghiari colaboraría entre el año 1432 y 1436. En 1438, está de nuevo documentado en Sansepolcro, donde se lo menciona entre los otros ayudantes de Antonio de Anghiari, a quien se confió, en un primer momento, el encargo para el retablo de la iglesia de San Francisco (luego realizada por Sassetta). Saber si Piero se formó con Antonio como maestro es difícil de decir, dado que de este último no se conserva ninguna obra cierta.

### Con Domenico Veneciano

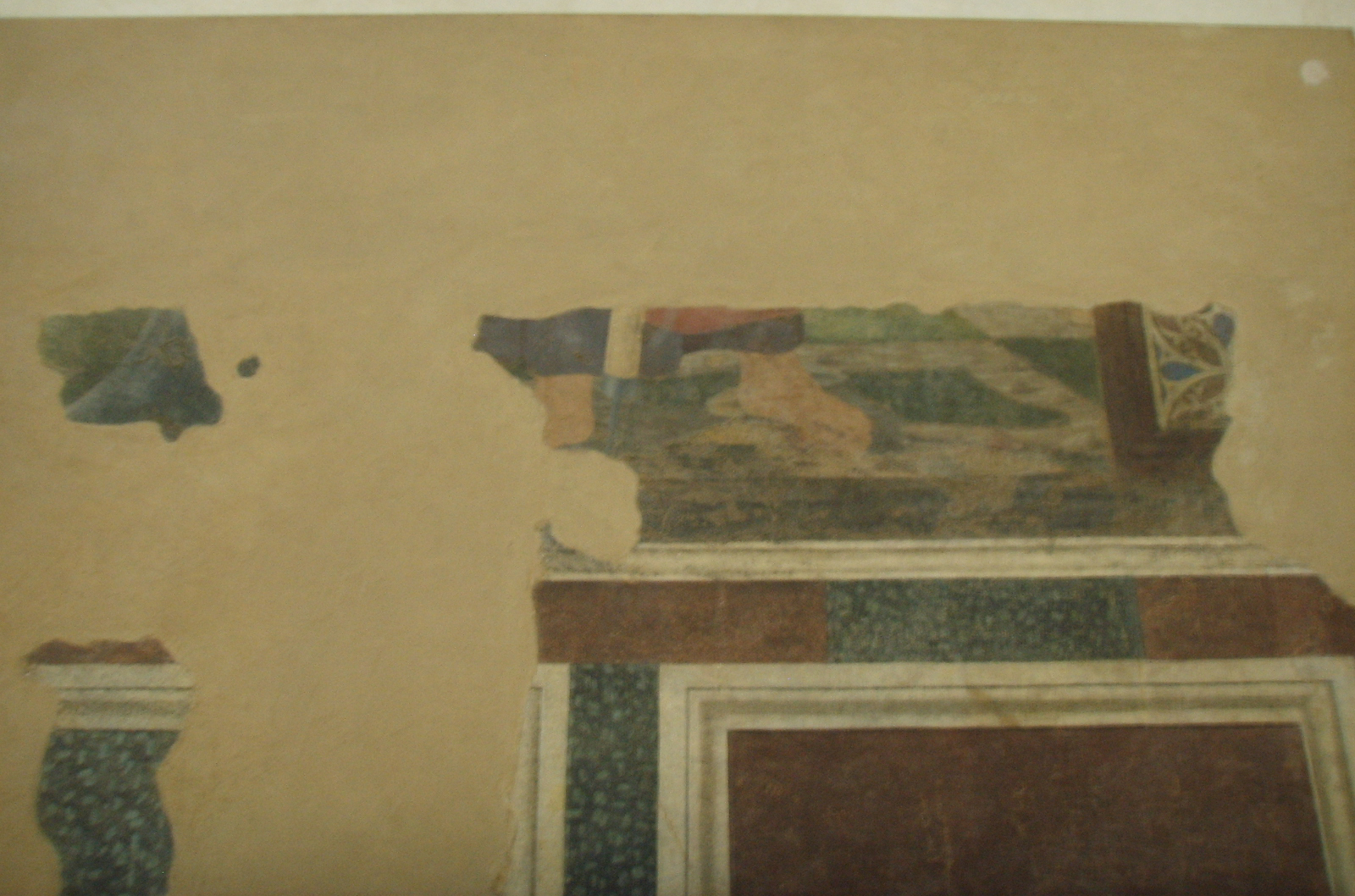
Restos de las Historias de la Virgen de San Gil, Florencia.

En 1439, está documentado por primera vez en Florencia, donde quizá recibió su verdadera formación, puede ser que estuviera allí ya en torno al año 1435. Para entonces, Masaccio ya llevaba muerto una década. Estuvo de aprendiz con Domenico Veneziano, y se lo cita el 7 de septiembre de 1439 entre sus ayudantes en un ciclo de frescos dedicados la Vida de la Virgen en el coro de San Gil (actualmente Santa María la Nuova), hoy perdidos. Conoció a Fra Angélico, gracias al cual tuvo acceso a la obra del difunto Masaccio y también a otros maestros de la época como Brunelleschi. La maestría del arte de la perspectiva, la pintura luminosa y la paleta clarísima y suntuosa de Domenico Veneziano influyeron en Piero, pero también la moderna y vigorosa de Masaccio, lo que dio forma a algunas de las características fundamentales de su obra posterior. Piero conoció las diversas soluciones que el Prerrenacimiento florentino daba a los problemas de la representación del cuerpo humano y de cómo reflejar el espacio tridimensional sobre una superficie bidimensional. Por un lado, seguía vigente el linearismo y el lirismo de Fra Angélico, Benozzo Gozzoli o Filippo Lippi, y por otro, estaba el realismo geométrico de Paolo Uccello. Piero aprendió cómo lograr representar una luz atmosférica, añadiendo una gran proporción de aceite en las mezclas de color.
Probablemente ya había colaborado con Domenico en Perugia en 1437-1438 y, según Vasari, los dos trabajaron también en Loreto, en la iglesia de Santa María, esta obra la dejaron inacabada y la terminó Luca Signorelli.
La primera obra que se conserva es la Virgen con Niño, actualmente en la florentina Colección Contini Bonacossi, atribuida por vez primera a Piero en el año 1942 por Roberto Longhi, que data en los años 1435-1440, cuando Piero aún trabajaba como colaborador de Domenico Veneziano. En la parte posterior de la tabla está pintado un vaso, como ejercicio de perspectiva.
Para el año 1442, Piero estaba de vuelta en Sansepolcro donde fue nombrado uno de los «consiglieri popolari» del consejo comunal. El 11 de enero de 1445 recibió de la Cofradía de la Misericordia local el encargo de un retablo para el altar de su iglesia: el contrato preveía la realización de la obra en tres años y su completa autografía, si bien se dilató a lo largo de los quince años siguientes y parte del mismo se debe a colaboradores de su taller. Todavía en el año 1462, la cofradía de Sansepolcro realizaba un pago a Marco di Benedetto de' Franceschi, hermano de Piero y su representante en su ausencia, a cuenta de este retablo. La parte más conocida de este retablo es la tabla central, posiblemente la última en pintarse, que representa a la Virgen de la Misericordia. La cofradía le exigió que el fondo del retablo fuera dorado, rasgo arcaizante e inusual en Piero.
De esta primera época es muy posible que sea una de sus más famosas obras, el Bautismo de Cristo, originariamente el panel central de un gran tríptico. Su datación es controvertida, hasta el punto de que algunos la consideran la primera obra de Piero. Algunos elementos iconográficos, como la presencia de dignatarios bizantinos en el fondo, hacen que se sitúe la obra en torno a 1439, año del Concilio de Basilea-Ferrara-Florencia en el que se reunificaron efímeramente las iglesias de Occidente y Oriente. Otros datan la obra más tarde, en torno al 1460.

### Viajes

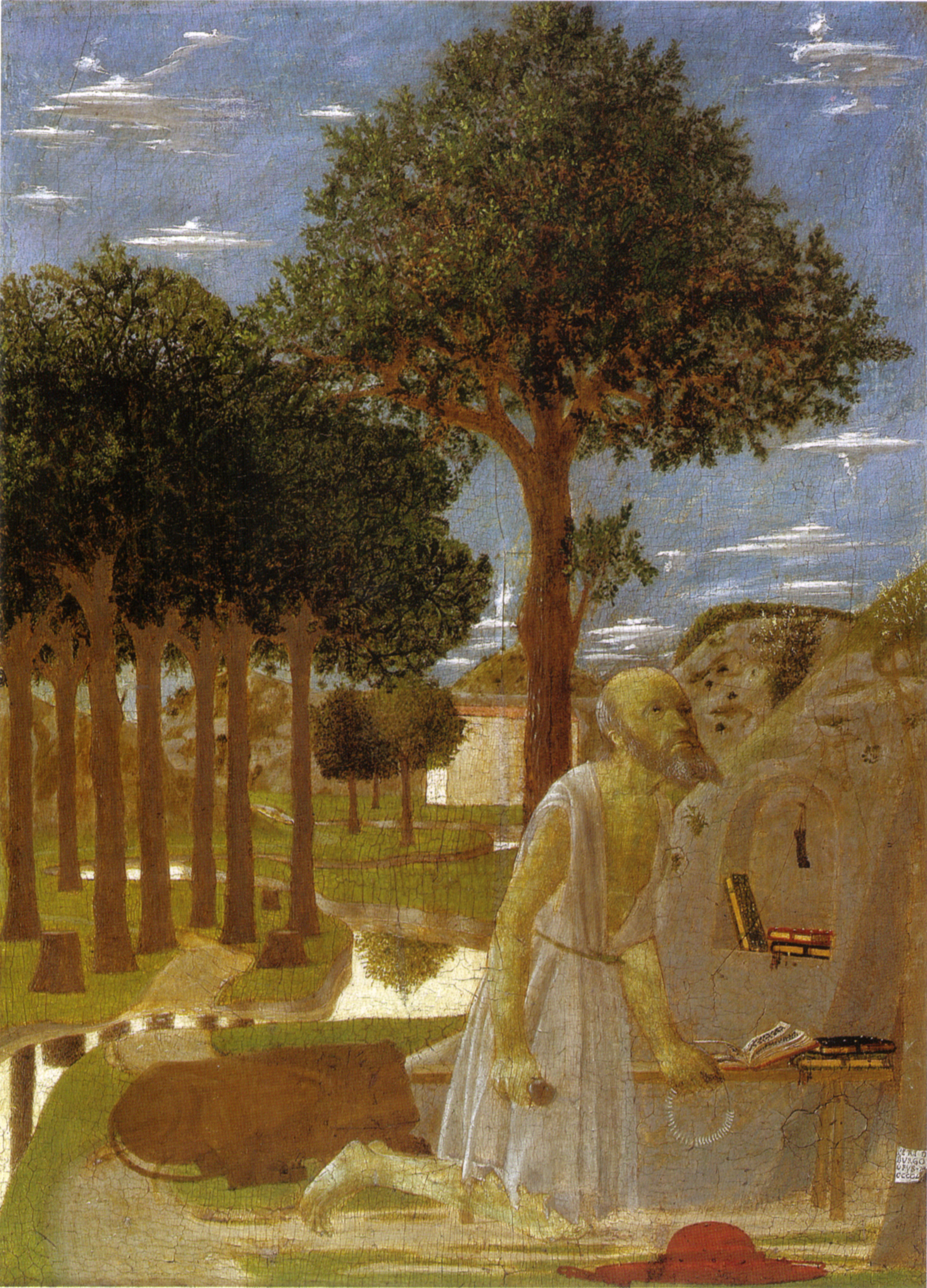
San Jerónimo penitente, 1450. Óleo sobre tabla, 51 x 38 cm, Berlín, Gemäldegalerie.

Pronto fue solicitado por diversos príncipes. En la década de 1440, estuvo en varias cortes italianas: Urbino, Ferrara y probablemente Bolonia, realizando frescos que se han perdido por completo. En Ferrara trabajó entre el 1447 y el 1448 para Lionello de Este, marqués de Ferrara. En 1449, ejecutó varios frescos en el Castillo de los Este y la iglesia de San Andrés de Ferrara, también perdidos. Quizá tuviera aquí un primer contacto con la pintura flamenca, encontrándose con Rogier van der Weyden directamente durante el supuesto viaje a Roma de este o a través de las obras que había dejado en la corte. Esta influencia flamenca es particularmente evidente si se piensa en su precoz uso de la pintura al óleo. Piero influyó en el posterior pintor ferrarés Cosme Tura.
El 18 de marzo de 1450 está documentado en Ancona, como testimonia el testamento (recuperado recientemente por Matteo Mazzalupi) de la viuda del conde Giovanni di messer Francesco Ferretti. En el documento el notario especifica que los testigos son todos «ciudadanos y habitantes de Ancona», por lo que Piero fue probablemente huésped por cierto tiempo de la importante familia anconetana y quizá para ellos pintase la tablilla de San Jerónimo penitente, datada precisamente en 1450. De los mismos años procede el muy parecido San Jerónimo y el donante Girolamo Amadi. En ambos se registra un interés por el paisaje y por la adecuada representación de los detalles, por las variaciones de los materiales y del «lustro» (esto es de reflejos de luces), que pueden ser explicadas solamente a través de un conocimiento directo de la pintura flamenca. Vasari recuerda también unos Desposorios de la Virgen sobre el altar de San José en la catedral, ya desaparecido en el 1821.

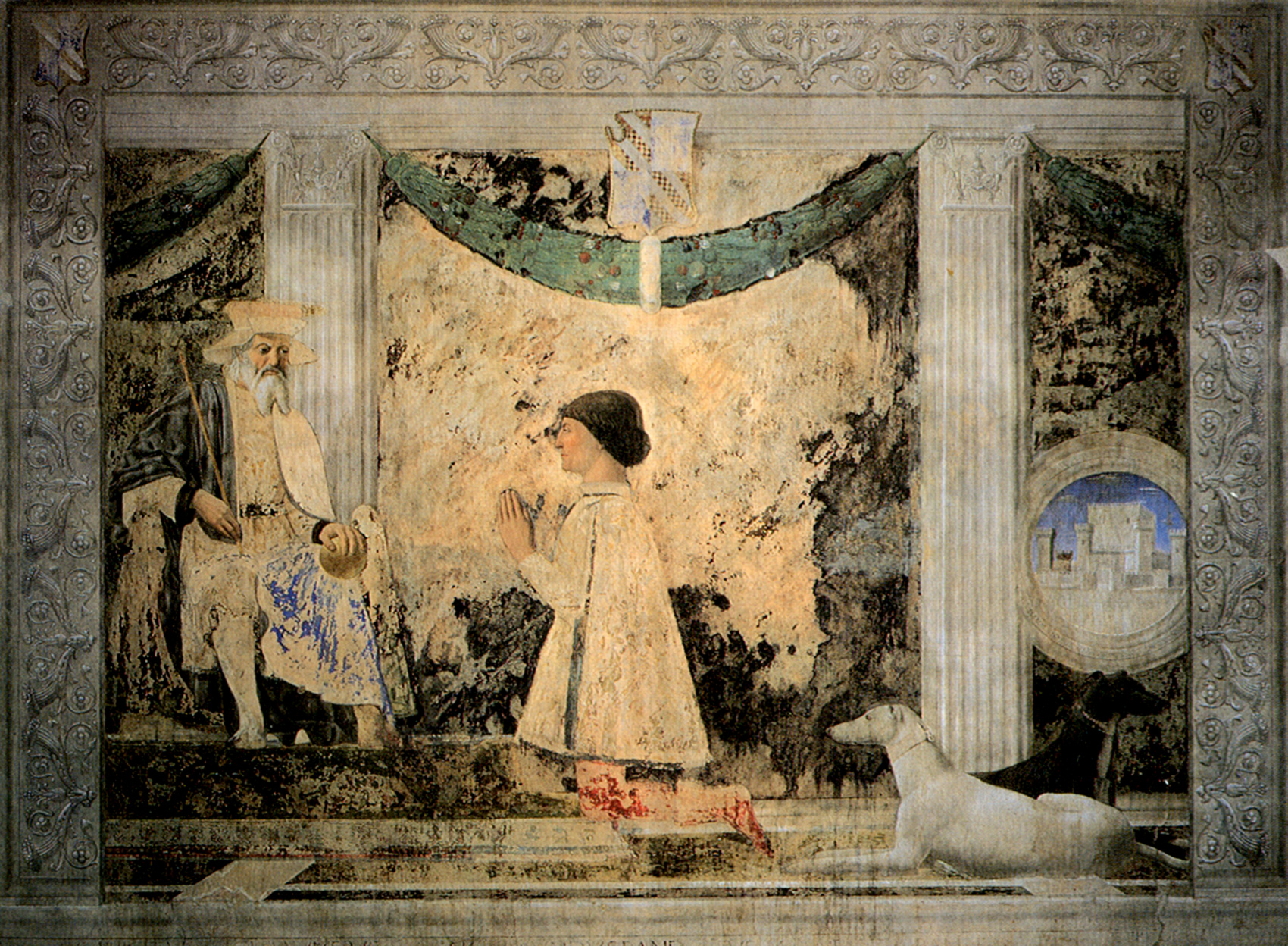
Pandolfo Malatesta a los pies de su santo patrón, 1451. Pintura al fresco, Rímini, Templo Malatestiano.

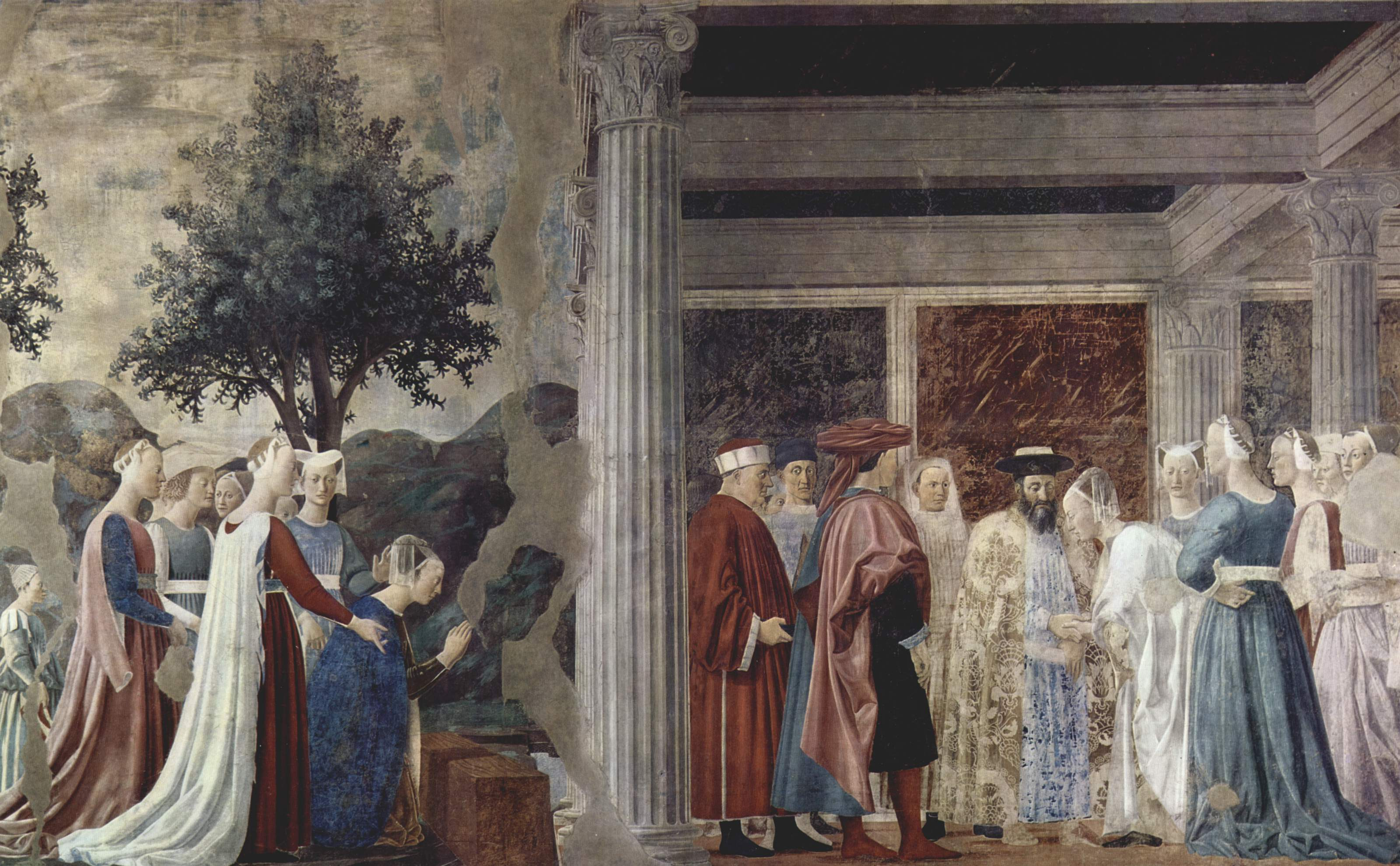
La adoración del Árbol Sagrado por la reina de Saba y El encuentro entre Salomón y la reina de Saba, después de 1452. Fresco, 336 x 747 cm. Arezzo, basílica de San Francisco.

En 1451, fue a Rímini, llamado por Segismundo Pandolfo Malatesta. Entonces ejecutó, para el famoso Templo Malatestiano, su conocido fresco votivo monumental de Pandolfo Malatesta a los pies de su santo patrón, del año 1451, en el que la escena se enmarca en un trampantojo. También hizo un retrato del condotiero. Aquí probablemente pudo conocer a otro famoso matemático y arquitecto del Renacimiento, Leon Battista Alberti.
En el año 1452, Piero della Francesca fue llamado a realizar, en sustitución de Bicci di Lorenzo, la que acabaría conociéndose como su obra maestra y una de las más significativas del Renacimiento: los frescos de la basílica de San Francisco en Arezzo, dedicados a la Leyenda de la Santa Cruz. Fue la familia Bacci, la más rica de Arezzo, la que decidió decorar el coro o capilla mayor de la iglesia dedicada a San Francisco. En el año 1447, contrataron para ello a Bicci di Lorenzo, de tradición tardogótica, pero solamente consiguió acabar el fresco de la bóveda, antes de fallecer. Contrataron entonces a Piero della Francesca para acabarlo, datándose su realización entre el año 1452 y 1466, aunque también se ha considerado como posible que acabase antes del año 1459. Es muy posible que trabajara en dos fases, una primera entre 1452 y 1458, y una segunda a su regreso de Roma. A finales del 1466, la cofradía aretina de la Anunciada le encargó un estandarte con la Anunciación, citando en el contrato el éxito de los frescos de San Francisco como motivo del encargo por lo tanto, para aquella fecha, el ciclo tenía que estar acabado. En esta obra se pueden apreciar características que hacen de Piero un precursor del Alto Renacimiento, como la composición clara que emplea magistralmente la perspectiva geométrica, el tratamiento rico y novedoso de la luz (tomado de Domenico Veneziano) y su cromatismo admirable, delicado y claro.

### Obras de madurez
La realización de la obra de Arezzo fue simultánea con la de otras obras y con su estancia en otras localidades. Así, en 1453, regresó a Sansepolcro donde, al año siguiente, firmó un contrato para un retablo con destino al altar mayor de la iglesia agustiniana, conocido como Retablo o Políptico de San Agustín. Trabajó en este proyecto desde 1454 y no se acabó hasta 1469, como evidencia el pago realizado, quizás el último, el 14 de noviembre de ese año. En estos paneles se pone en evidencia, nuevamente, su profundo interés en el estudio teórico de la perspectiva y su enfoque contemplativo. La obra es muy innovadora, careciendo de fondo de oro, sustituido por un cielo abierto entre balaustres clasicistas, y con las figuras de los santos de una linealidad y monumentalidad acentuadas. Actualmente solamente quedan cuatro paneles.
También estuvo en Roma, en al menos dos ocasiones. Una primera vez, llamado por el papa Nicolás V (m. 1455), en la que ejecutó frescos en la Basílica de Santa María la Mayor, de los que solamente quedan restos, en concreto un San Lucas pintado probablemente por su taller, mientras que nada se ha conservado de las obras enteramente autógrafas. La segunda vez, fue cuando lo llamó el papa Pío II, que acababa de ser elegido. Antes de marcharse de Sansepolcro, designó a su hermano Marco como representante, en previsión de una larga ausencia. Pío II le encargó pintar su habitación en el Palacio Apostólico; esta obra fue destruida en el siglo XVI para dejar sitio a la primera de las Estancias Vaticanas de Rafael. La tesorería papal emitió un documento, datado el 12 de abril de 1459 para el pago de 140 florines por «ciertas pinturas» en la «cámara de Su Santidad Nuestro Señor»

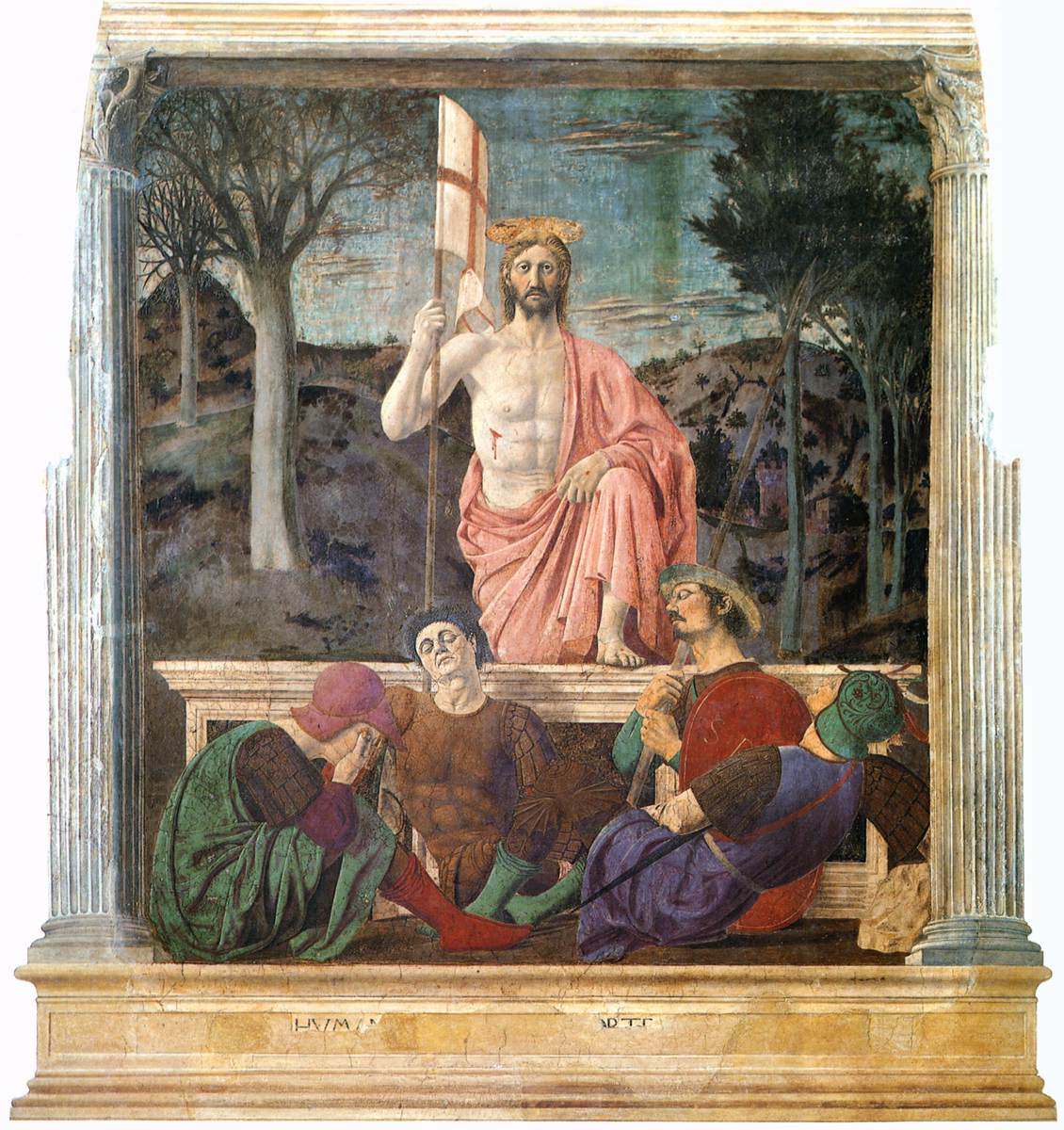
La Resurrección, h. 1463. Fresco, 225 x 200 cm. Sansepolcro, Museo civico.

Otras obras de madurez son la Virgen del parto (1455-1465) y La resurrección de Cristo (1450-1463). La Virgen del Parto la realizó en tan solamente siete jornadas, para la capilla de la antigua iglesia de Santa María de Nomentana del cementerio de Monterchi, aldea vecina de Sansepolcro y de la que era originaria su madre. El modelo iconográfico, la Virgen del Parto, no era muy frecuente. Empleó materiales de alta calidad, como una cantidad considerable de azul marino que se obtenía a partir de lapislázuli importado. En esta obra puede apreciarse la obsesión de Piero por la simetría, que le lleva a colocar a dos ángeles idénticos, uno a cada lado de la Virgen, utilizando el mismo cartón. La resurrección de Cristo, por su parte, es obra notable al utilizar diversas perspectivas. Fue pintada en Arezzo, cerca de su ciudad natal, al tiempo que trabajaba en los frescos de la Leyenda de la Santa Cruz.
El 6 de noviembre de 1459 murió la madre de Piero y el 20 de febrero de 1464 su padre. En el año 1460, se encontraba en Sansepolcro, donde firmó y dató el fresco de San Luis de Tolosa. Hay que recordar que en 1462 le hicieron un pago por el Políptico de la Misericordia. En 1466, Piero pintó el fresco de una Magdalena en la Catedral de Arezzo, y le encargaron, como ya se señaló, el estandarte para la cofradía de la Anunciada, que entregó en Arezzo en el año 1468.

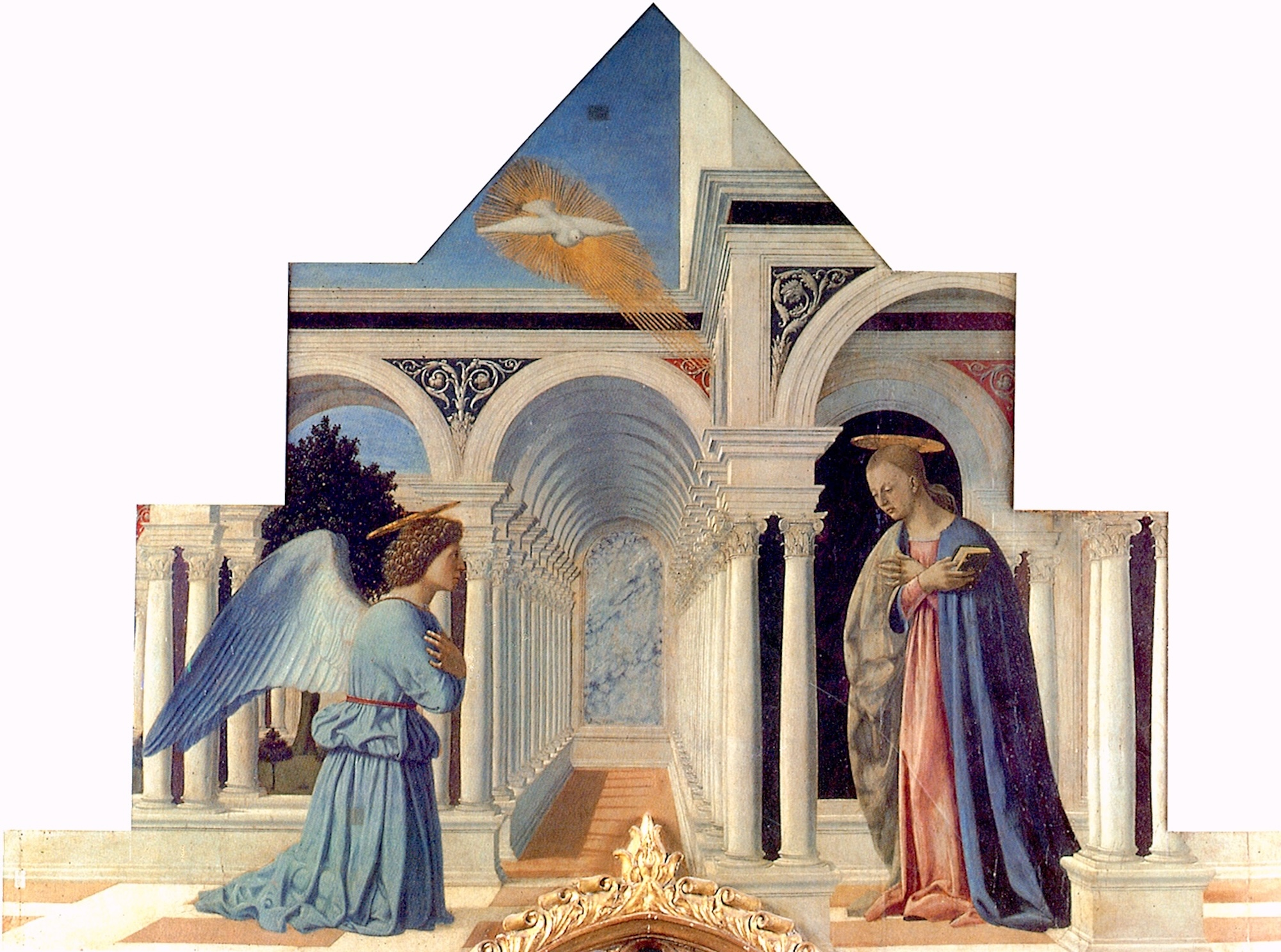
Anunciación, del Políptico de San Antonio. Perugia, Galería Nacional de Umbría.

En el año 1467 en Perugia, ejecutó por cuenta de las hermanas terciarias del convento de San Antonio un retablo, conocido como Políptico de San Antonio. Le encargaron una obra de inspiración tardogótica, pero en la parte superior tiene lo más destacado: la Anunciación del gablete es de clara estampa renacentista, mostrando su maestría con la perspectiva.
En 1468, está documentado en Bastia Umbra, donde se había refugiado para huir de la peste. Allí realizó al menos otro gonfalón pintado perdido.

### En la Urbino de Montefeltro

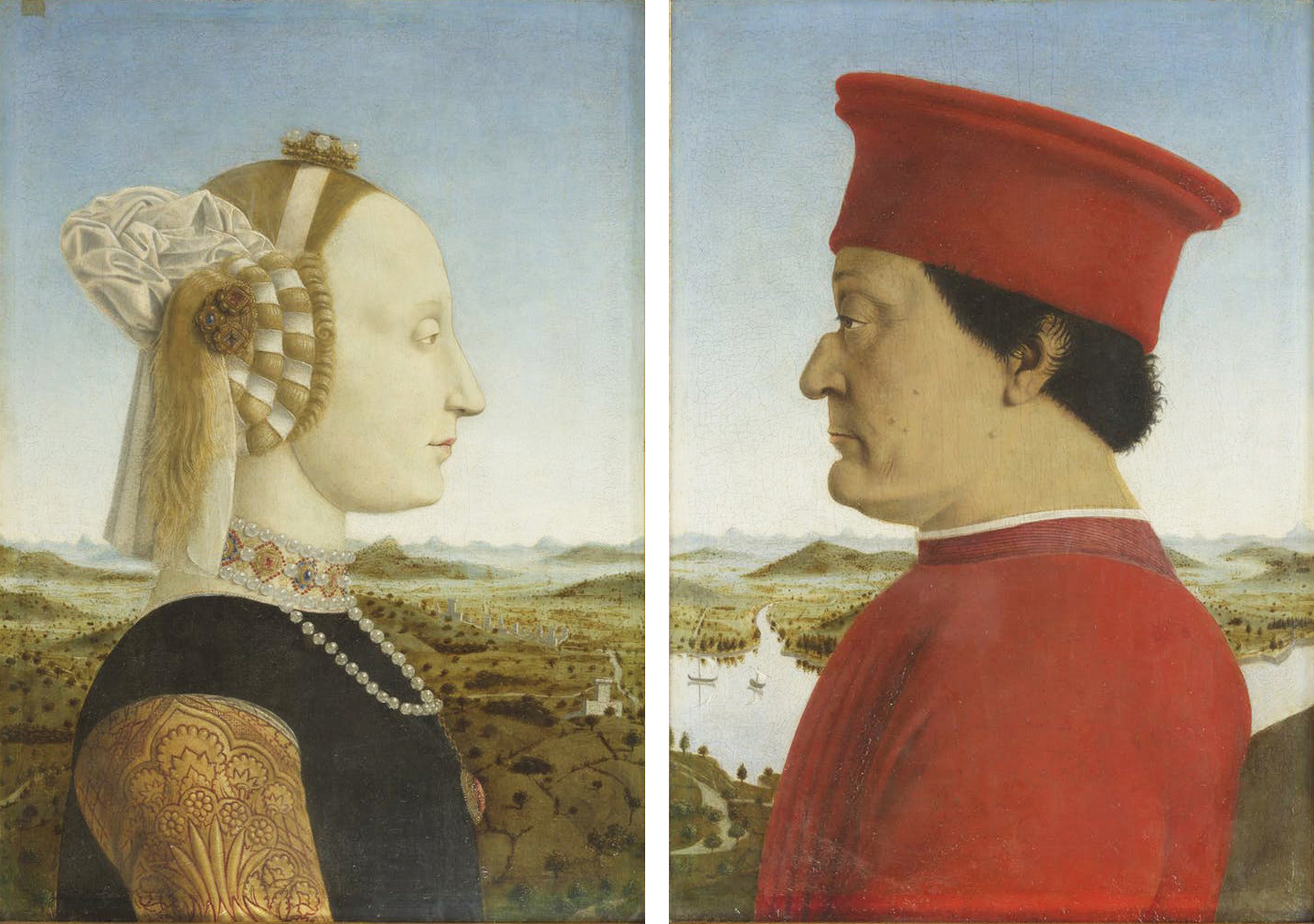
Doble retrato de Federico da Montefeltro y su esposa Battista Sforza, h. 1465-1472. Óleo y temple sobre tabla, 33 x 47 cm. Florencia, Galería Uffizi.

Para el año 1469, acabados ya los frescos de Arezzo y el retablo de San Agustín, Piero se encontraba en Urbino, al servicio de Federico de Montefeltro. No están claros los períodos de estancia en Urbino, parece que con seguridad estuvo allí entre el 1469 y 1472, pero algunos autores retrasan su marcha hasta 1480. Fue una época en la que produjo cuadros de notable calidad. Piero está considerado como uno de los protagonistas y promotores del Renacimiento en Urbino, y su propio estilo alcanza en esta ciudad un equilibrio no superado entre el uso de las rigurosas reglas geométricas y el aire serenamente monumental. En la corte de Urbino profundizó en el conocimiento de la pintura flamenca, tanto a través de la colección del duque como por la presencia de Justo de Gante, quien entre el año 1471 y el 1472 se asentó en Italia, primero en Roma pero luego, invitado por Federico de Montefeltro, en la corte de Urbino, donde estuvo hasta octubre del año 1475. No sería el único artista destacado a quien conoció en Urbino, pues allí entró en contacto también con Melozzo da Forlì y Luca Pacioli.
Aquí pintó el famoso retrato doble de Federico de Montefeltro y su esposa Battista Sforza (h. 1465-1472), hoy en la Galería de los Uffizi de Florencia, titulado Triunfo de la Castidad. En él se aprecia la influencia de la pintura flamenca en el tratamiento del paisaje y en la minuciosidad y amor por el detalle.
En 1469, Piero está documentado en Urbino, donde la Cofradía del Corpus le encargó que pintase un estandarte procesional. En aquella ocasión al maestro se le propuso también la pintura del Retablo del Corpus Domini, ya encargada a Fra Carnevale, luego a Paolo Uccello (1467), que pintó solamente la predela, y al final terminada por Justo de Gante en 1473-1474. En el año 1470 se documenta a Federico da Montefeltro en Sansepolcro, quizá en compañía de Piero.
A esta época de Urbino pertenece La flagelación (h. 1470, aunque otros lo datan en 1452), una de sus pinturas más conocidas. Al parecer, fue una creación personal que no dependió de encargo alguno y que pone de manifiesto que Piero era consciente de las innovaciones arquitectónicas de la época; es controvertido en cuanto a su significado exacto (véanse las Interpretaciones icónicas de este cuadro).

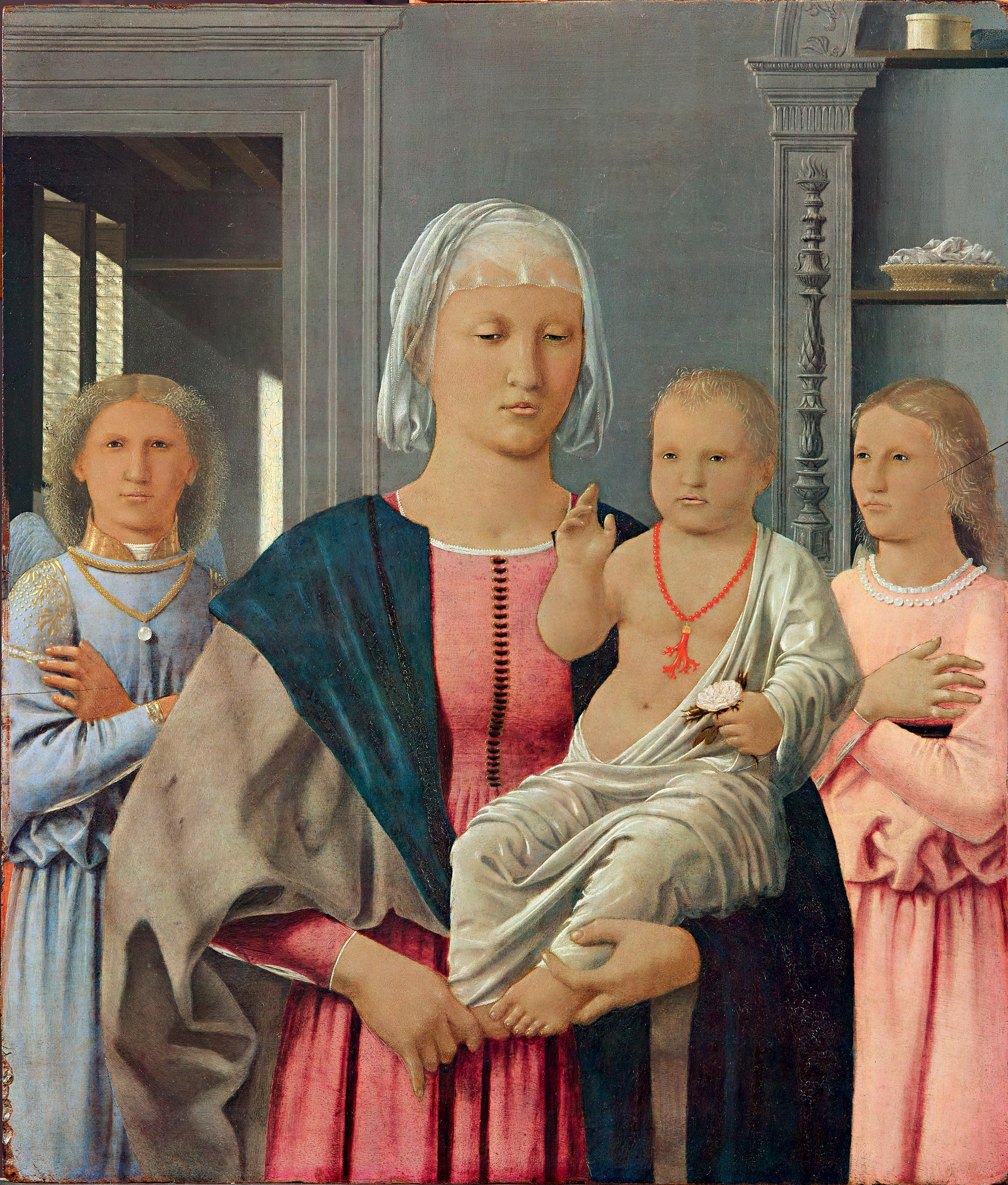
Virgen de Senigallia, 1470-1485. Óleo y temple sobre tabla, 61 x 53 cm. Urbino, Galería Nacional de las Marcas.

En la Virgen de Senigallia, obra también de esta época, se advierte su contacto con el arte flamenco. Igualmente de este período es la Sacra Conversación, llamada hoy Pala de Brera por conservarse en la Pinacoteca de Brera (Milán) es también conocida como Madonna del duque de Urbino.  Fue un encargo para la iglesia de San Donato degli Osservanti de Urbino, terminado posiblemente en torno al año 1474. En esta obra majestuosa sitúa a las figuras en un marco arquitectónico armonioso y polícromo que recuerda a las creaciones de Leon Battista Alberti, en particular la iglesia de San Andrés en Mantua. Adopta una forma relativamente nueva en la iconografía cristiana, la de «sagrada conversación». Es muy probable que en la realización del retablo interviniera también el pintor de la corte Pedro Berruguete, a cuyo pincel Roberto Longhi atribuye las manos de Federico.
Se cree que fue en Urbino donde pintó la Natividad (1470-1485), que se encuentra actualmente en Londres. Es una de las últimas obras de Piero, cuando ya se estaba quedando ciego, creyéndose que por este motivo quedó inacabada, aunque su estado puede deberse también a las restauraciones de siglos pasados. Fue un encargo de su sobrino, con motivo de su matrimonio. Algunos críticos elaboran la hipótesis que el rostro de la Virgen fuera realizado por otra mano «flamenca». A este período se atribuye también la Virgen con Niño y cuatro ángeles del Instituto de Arte Clark en Williamstown, Massachusetts.

### Últimos años

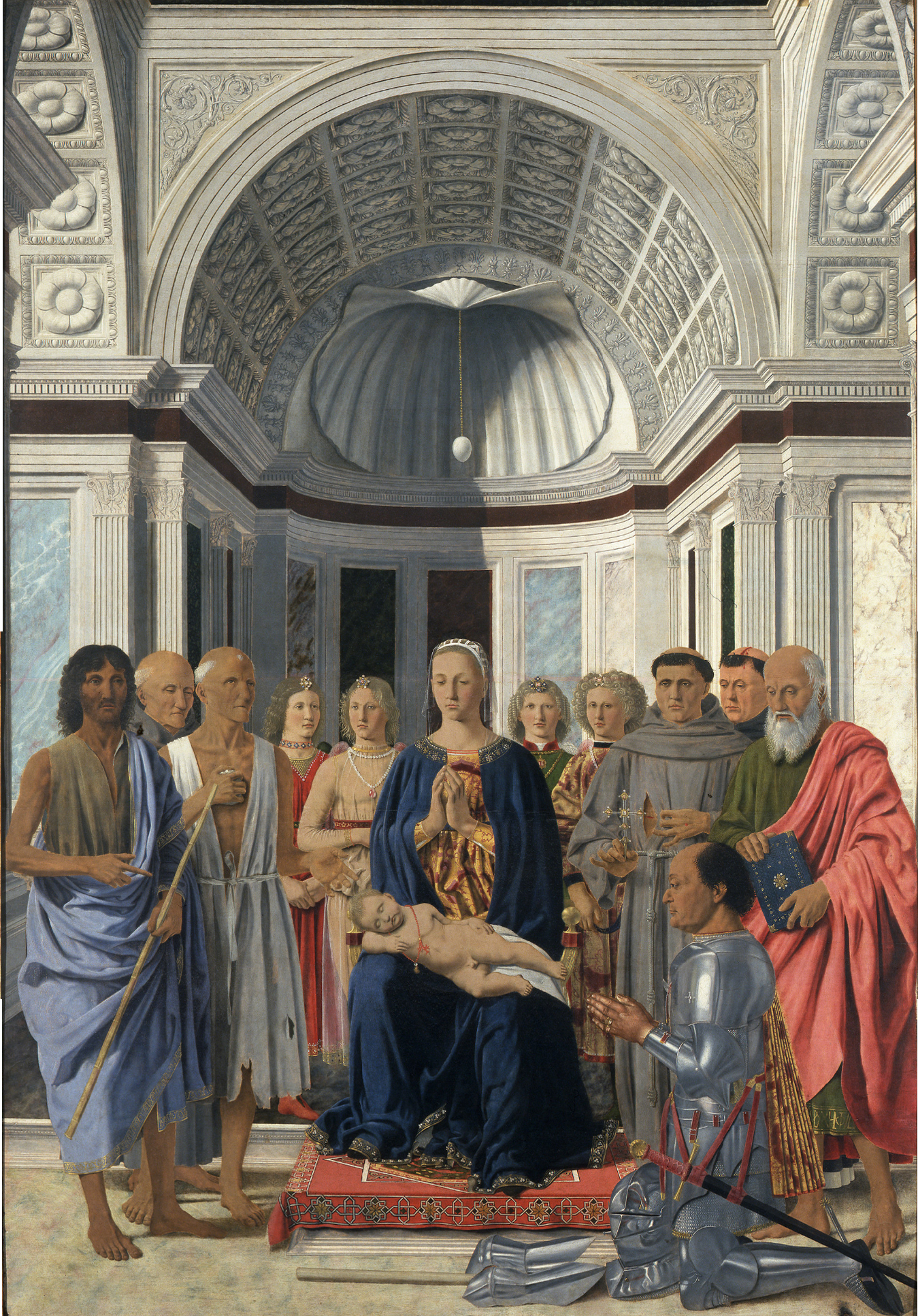
Virgen con el Niño y Santos, con Federico de Montefeltro, hacia 1472. Óleo sobre tabla, 251 x 173 cm. Milán, Pinacoteca de Brera.

En el año 1473, se registra un pago, quizá aún del Políptico de San Agustín. En 1474, le corresponde el último pago de una pintura perdida, destinada a la capilla de la Virgen de la abadía de Sansepolcro. Desde el 1 de julio de 1477 y hasta 1480 vivió, con algunas interrupciones, en Sansepolcro, donde formó parte regularmente del consejo comunal. En el año 1478, pintó un fresco perdido para la Capilla de la Misericordia, siempre en Sansepolcro. Entre 1480 y 1482, estuvo al frente de la Cofradía de San Bartolomé en su ciudad natal.
Piero della Francesca está documentado en Rímini el 22 de abril de 1482, donde alquiló «una mansión con un pozo». Aquí se dedicó a la escritura del Libellus de quinque corporibus regularibus, terminado en el año 1485 y dedicado a Guidobaldo da Montefeltro. Otorgó testamento el 5 de julio de 1487, declarándose «sano de espíritu, de mente y de cuerpo». En sus últimos años, pintores como Perugino y Luca Signorelli visitaron frecuentemente su taller.
Aunque actualmente su obra matemática es poco menos que ignorada por completo, Piero fue, en vida, un matemático reputado. Según Giorgio Vasari, «…los artistas le otorgaron el título del mejor geómetra de sus tiempos, porque seguramente sus perspectivas tienen una modernidad, un mejor diseño y una mayor gracia que ninguna otra». Es Vasari también quien dice que en estos últimos años se vio afectado por una grave enfermedad de los ojos que le impidió trabajar. Por ello abandonó la pintura y se dedicó exclusivamente a su obra teórica, que escribió dictándola.
Murió en Sansepolcro el 12 de octubre de 1492, el mismo día en el que Cristóbal Colón pisó por vez primera América. Fue sepultado en la abadía de Sansepolcro, hoy el Duomo.

## Tratados matemáticos

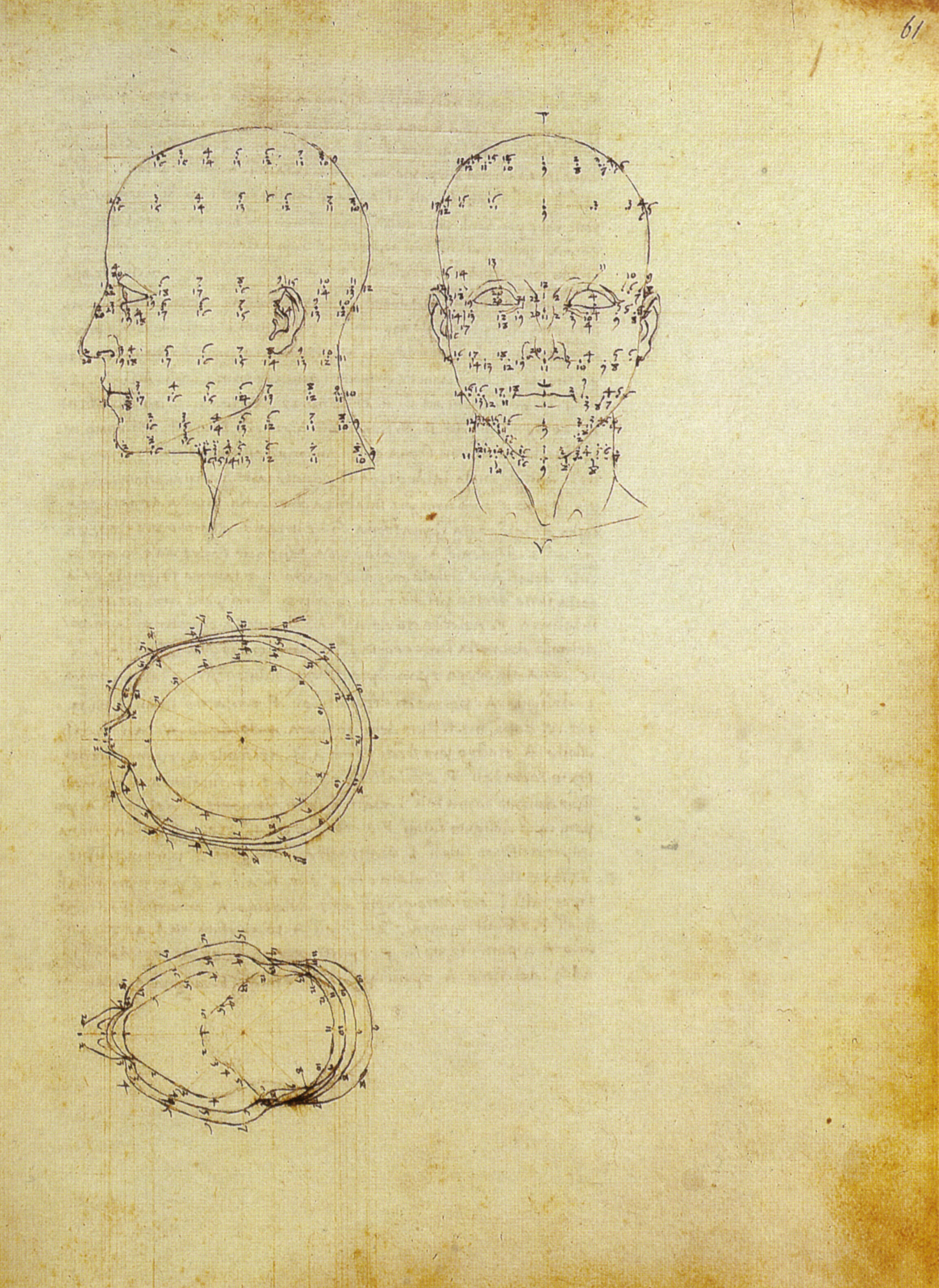
Proyección de una cabeza humana, procedente de la obra De prospectiva pingendi.

Se conocen tres textos muy importantes escritos por Piero, de los más científicos del siglo XV: el De prospectiva pingendi («Sobre la perspectiva para la pintura»), Libellus de quinque corporibus regularibus («Librito de los cinco sólidos regulares») y un manual de cálculo titulado Trattato dell’abaco («Tratado del ábaco»).
Los temas tratados en estos escritos incluyen aritmética, álgebra, geometría y obras innovadoras tanto en geometría de los sólidos como perspectiva. En ellos se pone de manifiesto su contacto con Alberti. En estas tres obras matemáticas está presente una síntesis entre la geometría euclidiana, perteneciente a la escuela de los eruditos, y matemática con el ábaco, reservada a los técnicos.
La primera obra fue el Libellus de quinque corporibus regularibus, un tratado dedicado a la geometría, que retomó temas antiguos de tradición platónico-pitagórica, estudiados siempre con la intención de que se puedan utilizar como elementos de diseño. Se inspira en las lecciones euclidianas para el orden lógico de las expresiones, para las referencias y el uso coordinado y complejo de los teoremas, mientras que se aproxima a las exigencias de los técnicos por la predictibilidad de las figuras tratadas, sólidas y poliédricas, y por la ausencia de demostraciones clásicas y por el uso de reglas aritméticas y algebraicas aplicadas a los cálculos. En el texto, en particular, por vez primera se dibujan los poliedros regulares y semiregulares, estudiando las relaciones que existen entre los cinco regulares.
En el segundo tratado, De prospectiva pingendi siguió en la misma línea de estudio, pero con notables novedades, hasta el punto de que se puede definir a Piero como uno de los padres del moderno dibujo técnico; de hecho, prefería la axonometría a la perspectiva, por considerarla más congruente con un modelo geométrico. Entre los problemas resueltos destaca el cálculo del volumen de la bóveda y la elaboración arquitectónica de las construcciones de las cúpulas.
El Trattato d'abaco, sobre matemática aplicada (cálculo) fue escrito quizá ya en el año 1450, treinta años antes que el Libellus. El título es de época moderna, porque el original carece de él. La parte geométrica y la algebraica resulta muy amplia en relación con las costumbres de su tiempo, así como la parte experimental sobre la que el autor ha explorado elementos no convencionales.
Gran parte de la obra de Piero fue posteriormente incluido en obras de otros, especialmente Luca Pacioli, un franciscano que era discípulo de Piero y a quien Vasari acusa directamente de copiar y plagiar a su maestro. La obra de Piero sobre geometría sólida aparece en la obra de Pacioli  De divina proportione (Divina Proporción), un trabajo ilustrado por Leonardo da Vinci.

## El taller
La crítica se encuentra dividida sobre la colaboración de varios artistas en su taller (entre otros Lorentino d'Arezzo, Luca Signorelli y el Perugino); por otro lado el único alumno que se ha documentado es Galeotto da Perugia. Entre sus colaboradores debe mencionarse a Giovanni da Piamonte, con el que trabajó en la ejecución de los frescos en San Francisco; es de dicho autor la tabla conservada cerca de la iglesia de Santa María de las Gracias de Città di Castello, en la que están seguramente presentes influencias de Piero della Francesca.
En vida fue muy famoso y su impacto se nota en las generaciones posteriores, aunque no fuera de pintores que trabajaran directamente con él. Dejó varios discípulos y seguidores: además de Luca Pacioli, Melozzo da Forli y Luca Signorelli.

## Estilo
Piero della Francesca es un pintor cuatrocentista, perteneciente a la segunda generación de pintores-renacentistas, intermedia entre Fra Angélico y Botticelli. Asumió los hallazgos de la primera escuela renacentista florentina de autores como Paolo Uccello, Masaccio y Domenico Veneziano. No viajó a Flandes, pero sí vio pintura flamenca, de manera que hizo una especie de simbiosis entre el Renacimiento italiano y la pintura flamenca.
Primó, como los otros grandes maestros de su tiempo, la creatividad. Trabajó técnicas nuevas, como el uso del lienzo como soporte pictórico y el óleo. Y también trató temas novedosos no solamente la omnipresente pintura religiosa, como el retrato y la representación de la Naturaleza. Tiene un estilo pictórico muy particular y por lo tanto es fácil de identificar. En su obra confluyen la perspectiva geométrica brunelleschiana, la plasticidad de Masaccio, la luz altísima que aclara las sombras y empapa los colores de Fra Angélico y Domenico Veneziano, así como la descripción precisa y atenta contra la realidad de los flamencos. Otras características fundamentales de su expresión poética son la simplificación geométrica, tanto de la composición como de los volúmenes, la inmovilidad ceremonial de los gestos, la atención a la verdad humana.
Sus obras están admirablemente equilibradas entre el arte, la geometría y un complejo sistema de lectura a muchos niveles, donde se unen complejas cuestiones teológicas, filosóficas y de actualidad. Consiguió armonizar, tanto en su vida como en sus obras, los valores intelectuales y espirituales de su tiempo, condensando múltiples influencias y mediando entre la tradición y la modernidad, entre la religiosidad y las nuevas afirmaciones del Humanismo, entre la racionalidad y la estética.
Su actividad puede caracterizarse como un proceso que va de la práctica pictórica, a la matemática y a la especulación abstracta. Su producción artística, caracterizada por el extremo rigor de la búsqueda perspectivística, de la plástica monumentalidad de las figuras, del uso en función expresiva de la luz, influyó profundamente en la pintura renacentista de la Italia septentrional y, en particular, la escuela ferraresa y véneta.
Su obra se caracteriza por una dignidad clásica, similar a Masaccio. El término que mejor define su arte es el de «tranquilidad», lo que no impide que tenga un tratamiento técnico riguroso. Se percibe también la voluntad de construcción de un espacio racional y coherente. Piero se interesó mucho por los problemas del claroscuro y perspectiva, como su contemporáneo Melozzo da Forli. Piero della Francesca y Melozzo da Forlì son los más célebres maestros de la perspectiva del siglo XV, reconocidos como tales por Giorgio Vasari y Luca Pacioli. Destaca por sus conocimientos de perspectiva y composición, en lo que influyeron sus conocimientos matemáticos, fusionando el arte con la ciencia de la matemática, la geometría y la perspectiva. La perspectiva lineal era su característica principal a la hora de pintar, lo que se puede apreciar en todos sus cuadros, que se distinguen básicamente por sus coloridos luminosos y un suave pero firme trazo en las figuras. Sus composiciones son claras, equilibradas, reflejando con precisión matemática las arquitecturas. Sin ceder los efectos de trampantojo, Piero utilizó la perspectiva a fin de planificar las composiciones naturalistas grandiosas.
En estos paisajes serenos introducía las figuras de los personajes con un tratamiento muy volumétrico: se percibe un estudio anatómico, y una cierta monumentalidad. Ahora bien, son personajes muy estáticos, que permanecen como congelados y suspensos en sus propios movimientos, resultando un poco fríos, inexpresivos, monolíticos. Esta ausencia de nerviosismo es lo opuesto al resto de los pintores renacentistas de Florencia, que conforme avanzó el tiempo fueron haciendo figuras cada vez más dinámicas. Roberto Longhi, cuando habla de Piero della Francesca, dice que sus figuras son «columnas». El tratamiento de las figuras en volúmenes simples expresa un sentimiento de intemporalidad, lo mismo que la armonía de los tonos claros; todo ello expresa el sentido poético del arte de Piero della Francesca.
La luz atmosférica es otro de sus rasgos destacados, que adquirió de su maestro Domenico Veneziano, y que le servía para simbolizar la perfección de la Creación divina. Es muy diáfana, muy diurna, con un tratamiento uniforme, sin intensidades ni gradación lumínica (ligeramente arcaica, similar a la de Fra Angélico). Sus ensayos en este sentido llegan a dar la sensación de que sus figuras están modeladas en material dotado de luz propia, íntima, radiante. Los frescos como la Leyenda de la Santa Cruz, en el ábside de la iglesia de San Francisco, en Arezzo, son una obra de arte en luminosidad.

## Obras

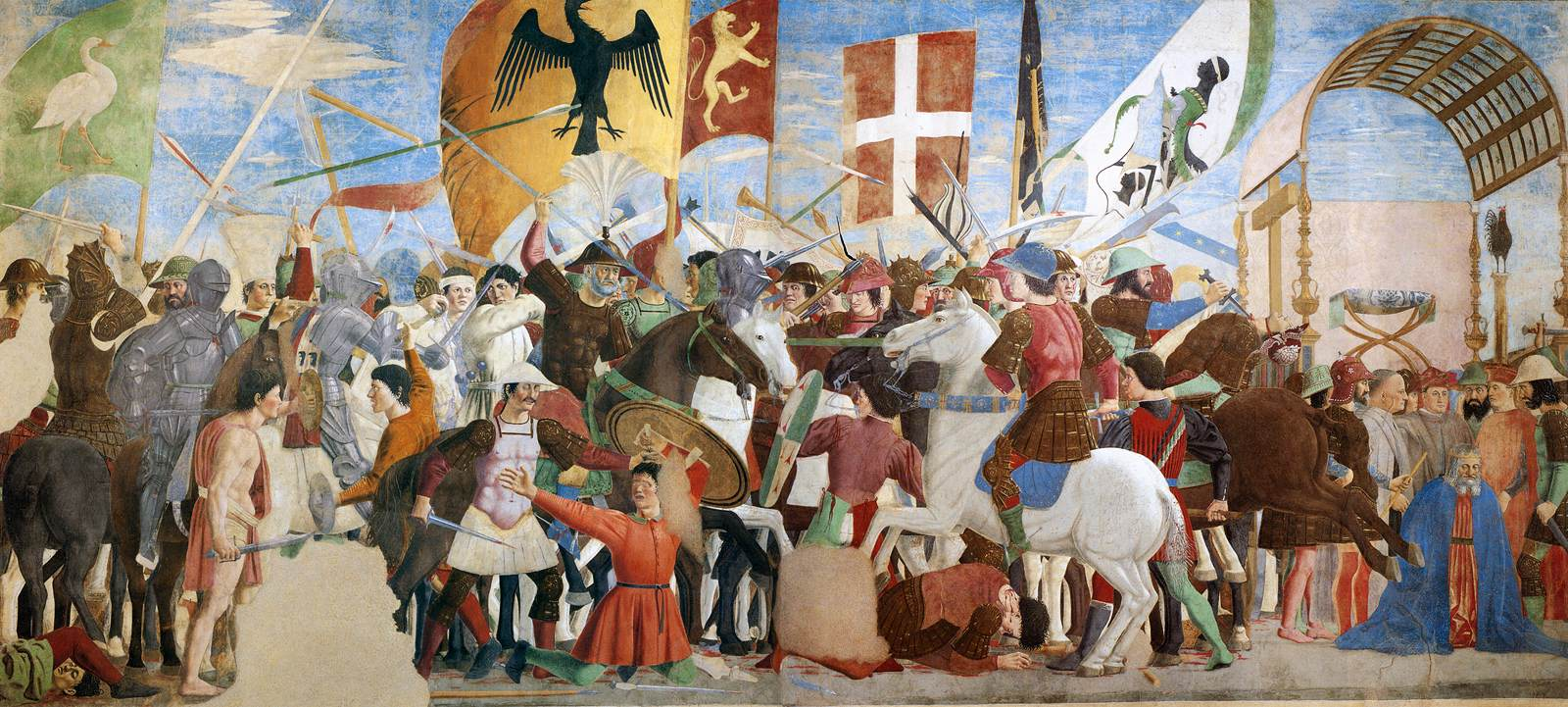
Batalla entre el emperador bizantino Heraclio y Cosroes II, del ciclo de historias de la Santa Cruz (1452-1466).

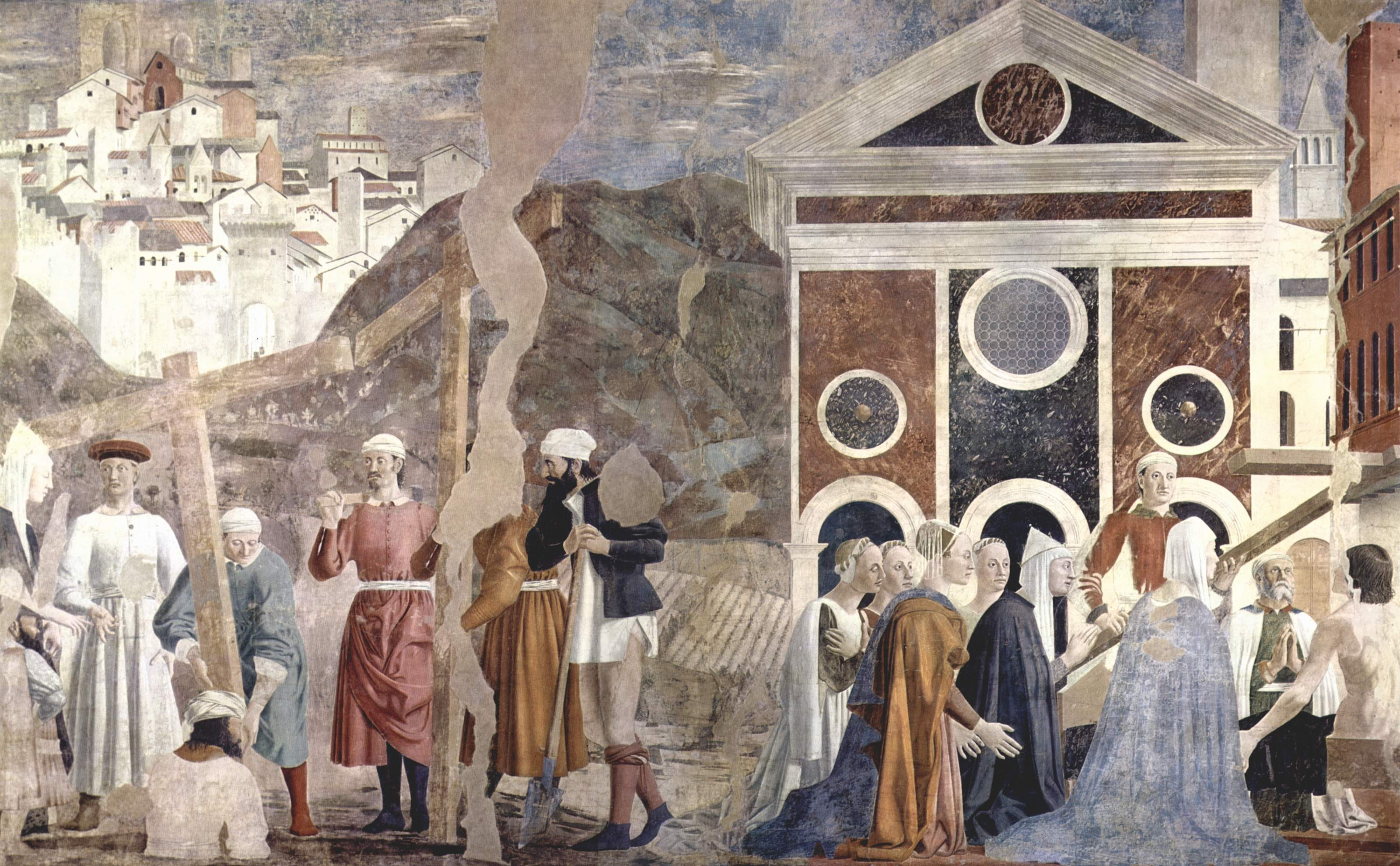
Descubrimiento y prueba de la Vera Cruz, del ciclo de historias de la Santa Cruz.

Lista de sus obras (pinturas sobre tabla y frescos) en orden cronológico.
- Virgen con Niño (h. 1440) - Temple sobre tabla, 53x41 cm, colección privada, Italia
- Políptico de la Misericordia (1444-1465) - Óleo y temple (técnica mixta) sobre tabla, 273x330 cm, Museo Cívico, Sansepolcro
- Bautismo de Cristo (1440-1460, datación insegura) - Temple sobre tabla, 167x116 cm, National Gallery, Londres.
- San Jerónimo Penitente (1450) - Temple sobre tabla, 51x38 cm, Gemäldegalerie de Berlín
- San Jerónimo y el donante Girolamo Amadi (h. 1450) - Temple sobre tabla, 49x42 cm, Galerías de la Academia, Venecia
- Segismundo Pandolfo Malatesta rezando a san Segismundo (1451) - Fresco, 257x345 cm, Templo Malatestiano, Rímini
- Retrato de Segismundo Pandolfo Malatesta (1451-1460) - Técnica mixta sobre tabla, 44,5x34,5 cm, Museo del Louvre, París
- Leyenda de la Santa Cruz (1452-1466) - Frescos, San Francisco, Arezzo
  - La muerte de Adán- 390x747 cm
  - La adoración del Árbol Sagrado por la reina de Saba y El encuentro entre Salomón y la reina de Saba- 336x747 cm
  - Arrancamiento y entierro del Árbol Sagrado (ejecución por Giovanni da Piamonte) - 356x190 cm 
  - La Anunciación- 329x193 cm
  - " El sueño de Constantino" – 320x190 cm
  - Victoria de Constantino sobre Majencio en Puente Milvio- 322x764 cm
  - Tortura del hebreo Judas Levita (con Giovanni da Piamonte) - 356x193 cm
  - Descubrimiento y prueba de la Vera Cruz- 356x747 cm
  - Batalla entre el emperador bizantino Heraclio y Cosroes II- 329x747 cm
  - Exaltación (o restitución) de la Cruz- 390x747 cm
  - El profeta Ezequiel (ejecución de Giovanni da Piamonte) - base 193 cm
  - El profeta Jeremías- 245x165 cm
  - Ángel- fragmento, base 70 cm
  - Cupido- base 70 cm
- Políptico de San Agustín (1454-1469) - Técnica mixta sobre tabla, desmembrado y parcialmente disperso 
  - San Agustín-  133x60 cm, Museo Nacional de Arte Antigua, Lisboa 
  - San Miguel Arcángel-  133x59,5 cm, National Gallery, Londres 
  - San Juan Evangelista-  131,5x57,8 cm, Colección Frick, Nueva York 
  - San Nicolás de Tolentino-  136x59 cm, Museo Poldi Pezzoli, Milán 
  - Santa Mónica-  39x28 cm, Colección Frick, Nueva York
  - Santo agustiniano-  39x28 cm, Colección Frick, Nueva York
  - Santa Apolonia-  39x28 cm, Galería Nacional de Arte, Washington D. C. 
  - Crucifixión-  37,50x41 cm, Colección Frick, Nueva York
- San Julián (1454-1458) - Fresco parcialmente roto, 130x80 cm, Museo Cívico, Sansepolcro
- La Magdalena (1460-1466) - Fresco, 190x105 cm, Catedral, Arezzo
- Virgen del parto (1455-1465) - Fresco, 260x203 cm, Museo de la Virgen del Parto, Monterchi
- La Resurrección (1450-1463) - Fresco, 225x200 cm, Museo Cívico, Sansepolcro
- San Luis de Tolosa (1460) - Fresco parcialmente roto, 123x90 cm, Museo Cívico, Sansepolcro
- Políptico de San Antonio (1460-1470) - Técnica mixta sobre tabla, 338x230 cm, Galería Nacional de Umbría, Perugia
- Doble retrato de los duques de Urbino, en el reverso, Triunfo de Federico de Montefeltro y de Battista Sforza (h. 1465-1472) - Óleo sobre tabla, 47x33 cm, Galería de los Uffizi, Florencia
- Sacra Conversación (Pala de Brera, Retablo Montefeltro, 1469-1474) - Técnica mixta sobre tabla, 248x170 cm, Pinacoteca de Brera, Milán
- La flagelación de Cristo (h. 1470) - Técnica mixta sobre tabla, 58,4x81,5 cm, Galería Nacional de las Marcas, Urbino
- Hércules (h. 1470) - Fresco retirado de la pared, 151x126 cm, Museo Isabella Stewart Gardner, Boston
- Virgen de Senigallia (1470-1485) - Óleo sobre papel llevado a tabla, 61x53,5 cm, Galería Nacional de las Marcas, Urbino
- Natividad (1470-1485) - Óleo sobre tabla, 124x123 cm, National Gallery, Londres
- Virgen con el Niño y cuatro ángeles (1475-1482) - Técnica mixta sobre tabla, 107,8x78,4cm, Instituto de Arte Clark, Williamstown (Massachusetts)
- Retrato de un niño. Guidobaldo da Montefeltro (?) (h. 1483) - Temple sobre tabla, 41x27,5cm, Museo Thyssen-Bornemisza, Madrid

### Obras del taller
- Virgen con Niño (h. 1450-1460) - Técnica mixta sobre tabla, 62x53cm, Fundación Cini, Venecia
- San Lucas (1458-1459) - Fresco en fragmentos, Santa María la Mayor, Roma
- (¿Luca Signorelli?) Virgen con Niño y tres ángeles -Christ Church, Oxford
- (¿Luca Signorelli?) Virgen con Niño y un ángel -Museo de Bellas Artes, Boston

## Inspiraciones
Bohuslav Martinů escribió una obra en tres movimientos para gran orquesta titulado Les Fresques de Piero della Francesca, H. 352 (1955). Dedicado a Rafael Kubelik, este lo estrenó, junto con la Filarmónica de Viena en el Festival de Salzburgo del año 1956.
El cantautor Javier Krahe le dedicó una canción satírica titulada Piero Della Francesca en su disco Cábalas y Cicatrices del año 2002. En la presentación de la canción solía hacer un breve resumen de la vida del pintor destacando su faceta como geómetra.
El asteroide (17556) Pierofrancesca fue nombrado por este artista.

## Pervivencia y fortuna crítica
Piero della Francesca es considerado en la actualidad uno de los pintores de la cumbre de la pintura renacentista, si bien esto no fue así hasta principios del siglo XX. Su obra era bien conocida, pero no era tan apreciada como lo ha sido por la crítica moderna desde comienzos del siglo XX. Hasta finales del siglo XIX era considerado importante, pero sobre todo porque había abierto el camino a lo que luego harían artistas como Perugino y Rafael, más que ser importante per se. Lo que fascinaría al siglo XX de la obra de Piero es la estabilidad, serenidad e impasibilidad de las figuras, aspecto destacado por el crítico Bernard Berenson en su obra Central Italian Painters (1897).